# Eclipse solar de 2 de julho de 2019

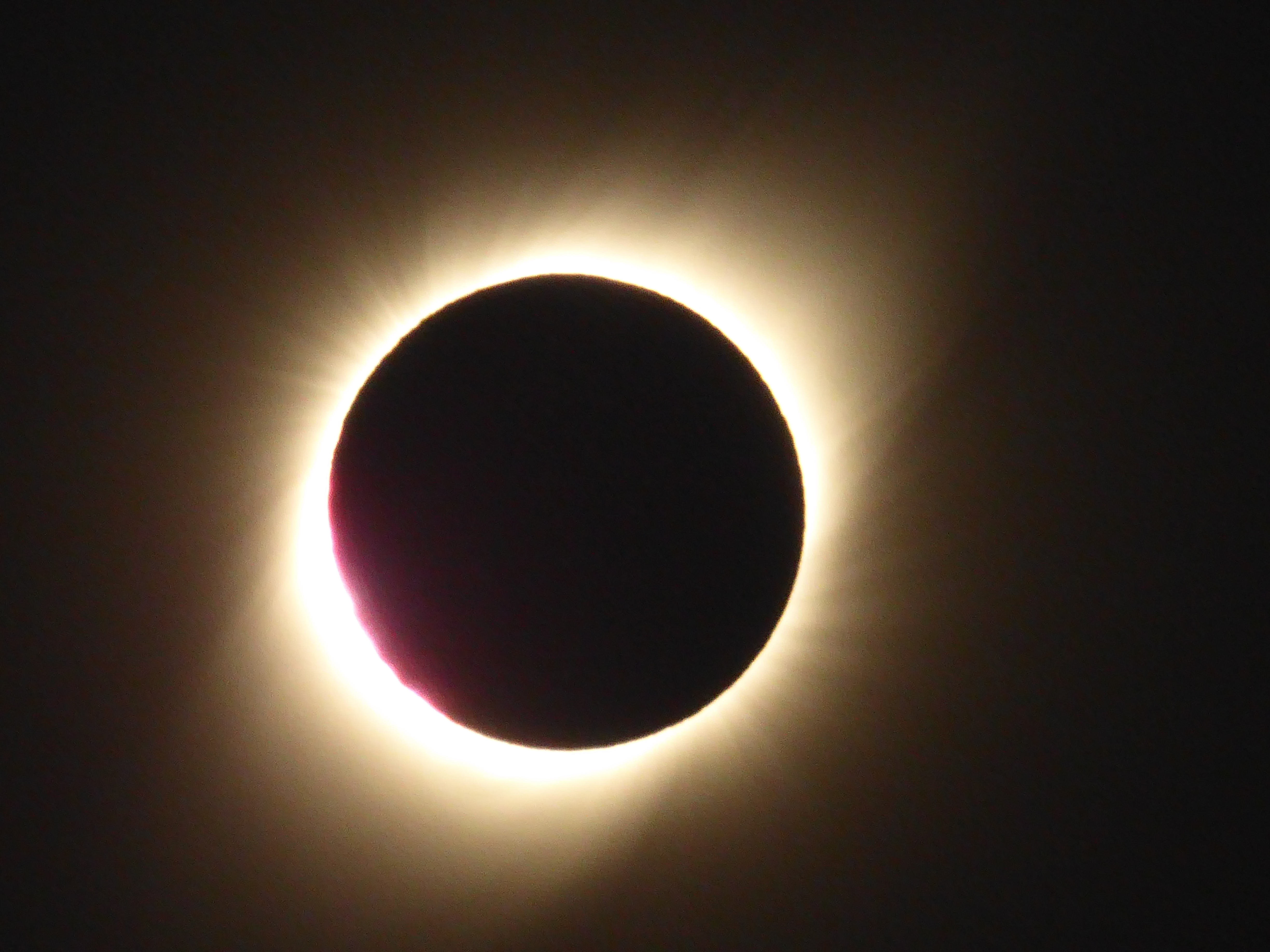
O eclipse visto de LaSerena, Chile.

Esquema animado mostrando as áreas atingidas pelo eclipse.

O eclipse solar de 2 de julho de 2019 foi um eclipse total visível no sul do Oceano Pacífico e na América do Sul. Foi o eclipse número 58 na série Saros 127 e teve magnitude 1,0459.
A totalidade foi visível do sul do Oceano Pacífico a leste da Nova Zelândia até a região de Coquimbo no Chile e Argentina Central ao pôr do sol, com no máximo 4 minutos e 32 segundos visíveis do Oceano Pacífico. A Lua estava apenas 2,4 dias antes do perigeu (Perigeu em 5 de julho de 2019), o que a torna bastante grande.
Outro eclipse solar ocorreu um ano lunar após este eclipse, em 21 de junho de 2020. Um eclipse solar total cruzou esta região da Terra em 14 de dezembro de 2020.

## Galeria

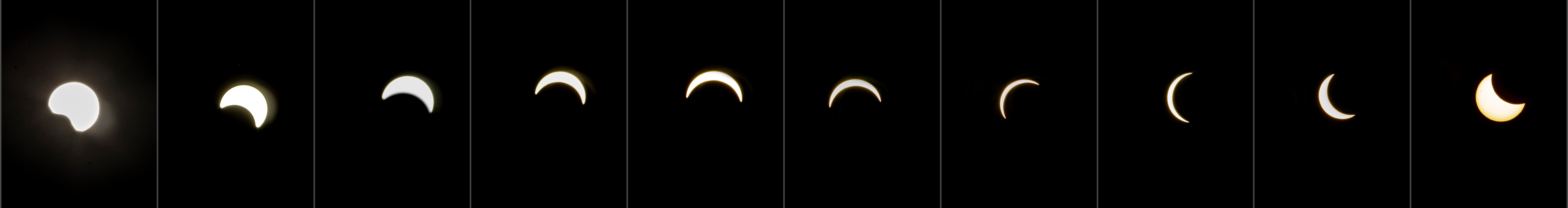
Progressão do eclipse de Huechuraba, Chile

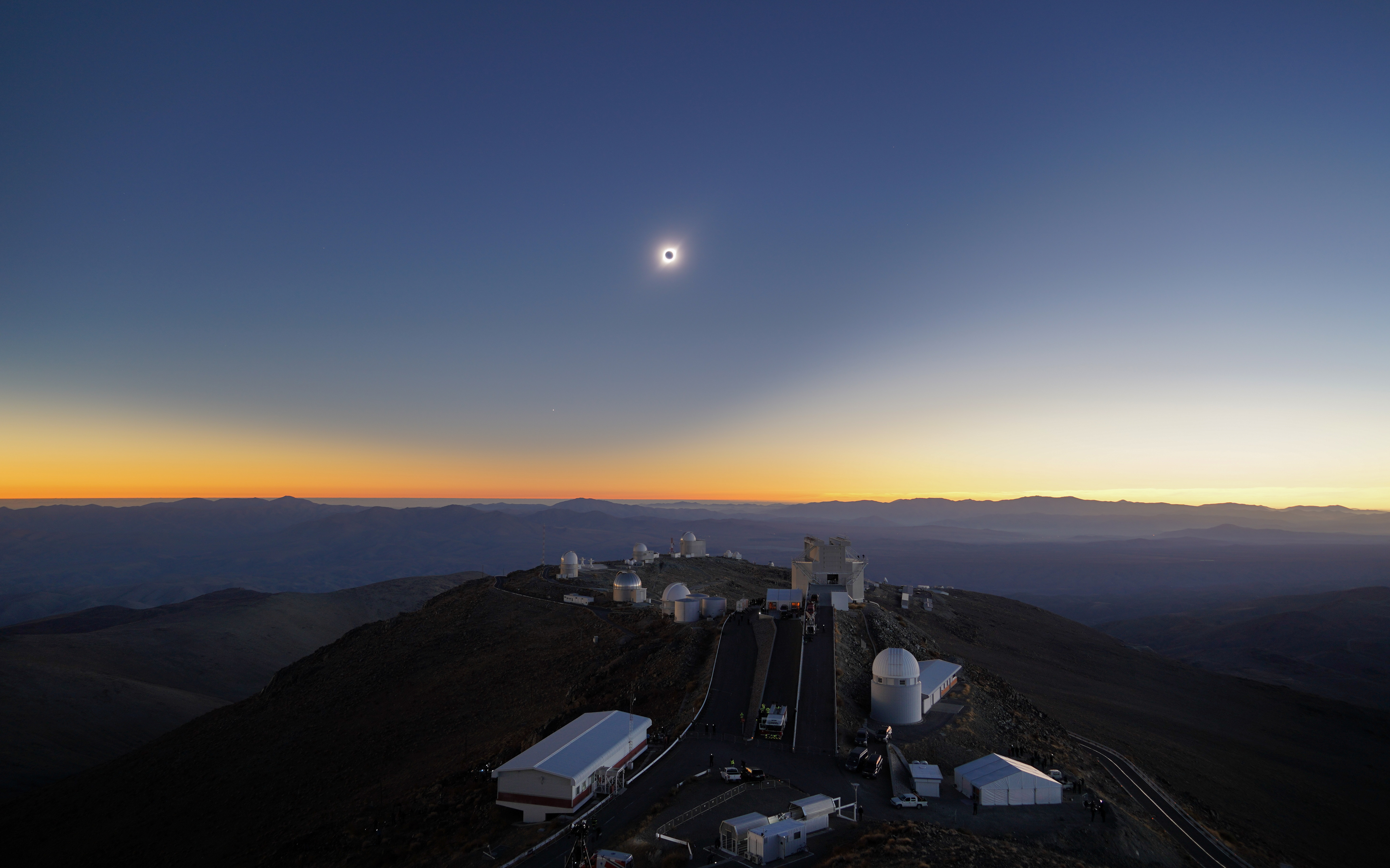
Totalidade sobre o Observatório La Silla, Chile
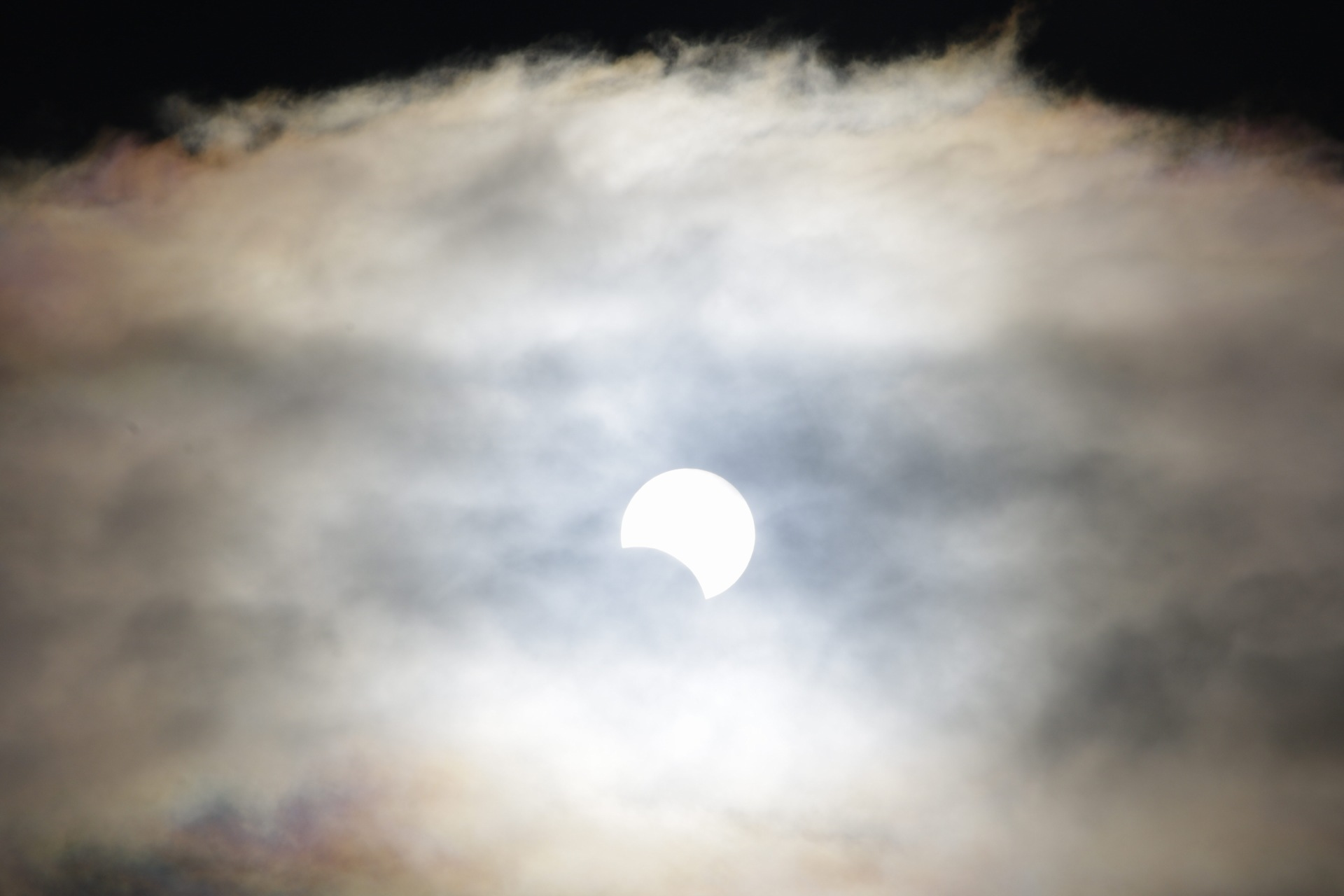
Parcial de Temuco, Chile, 19h42 UTC
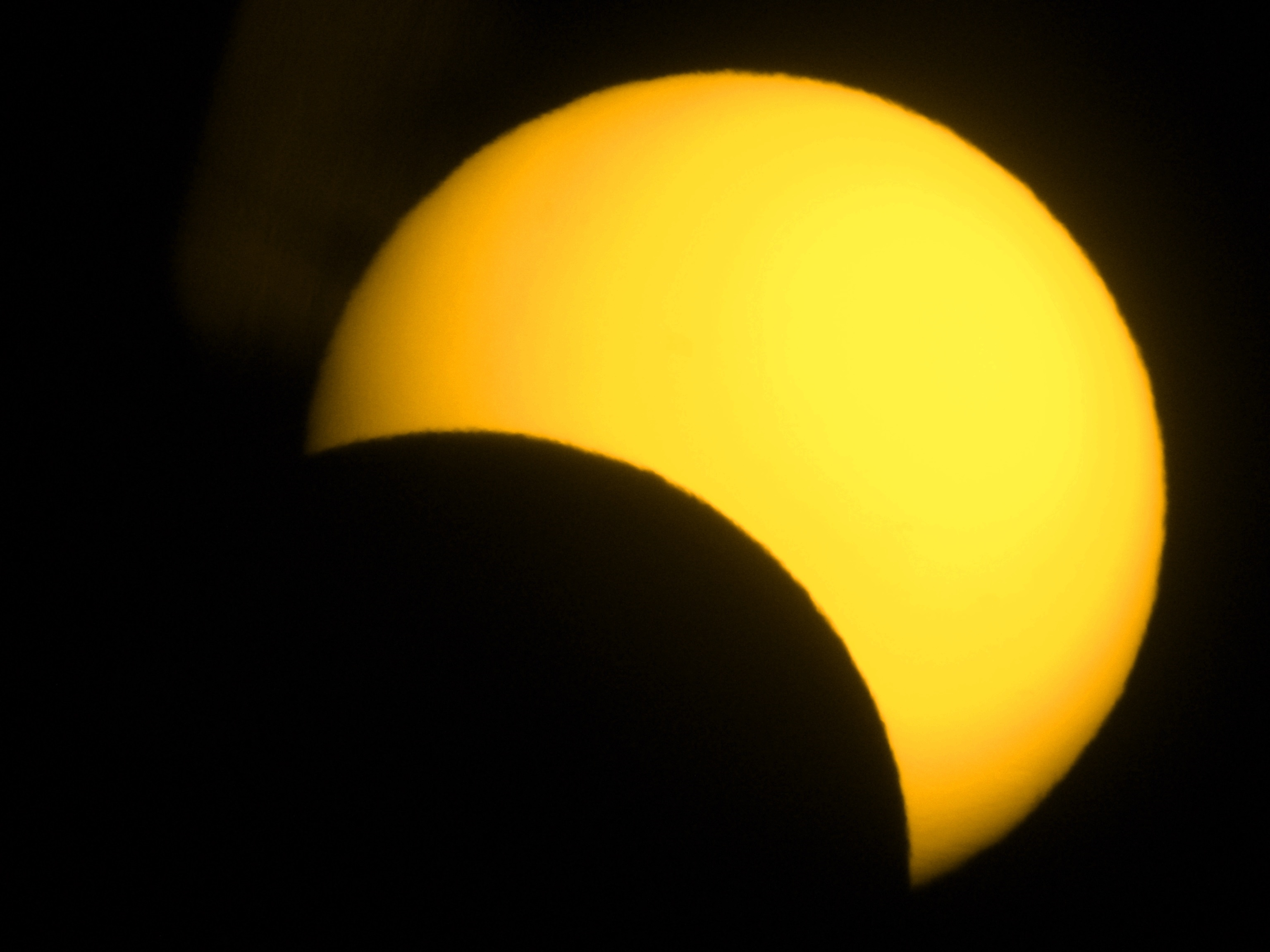
Parcial de Buenos Aires, Argentina, 20h10 UTC
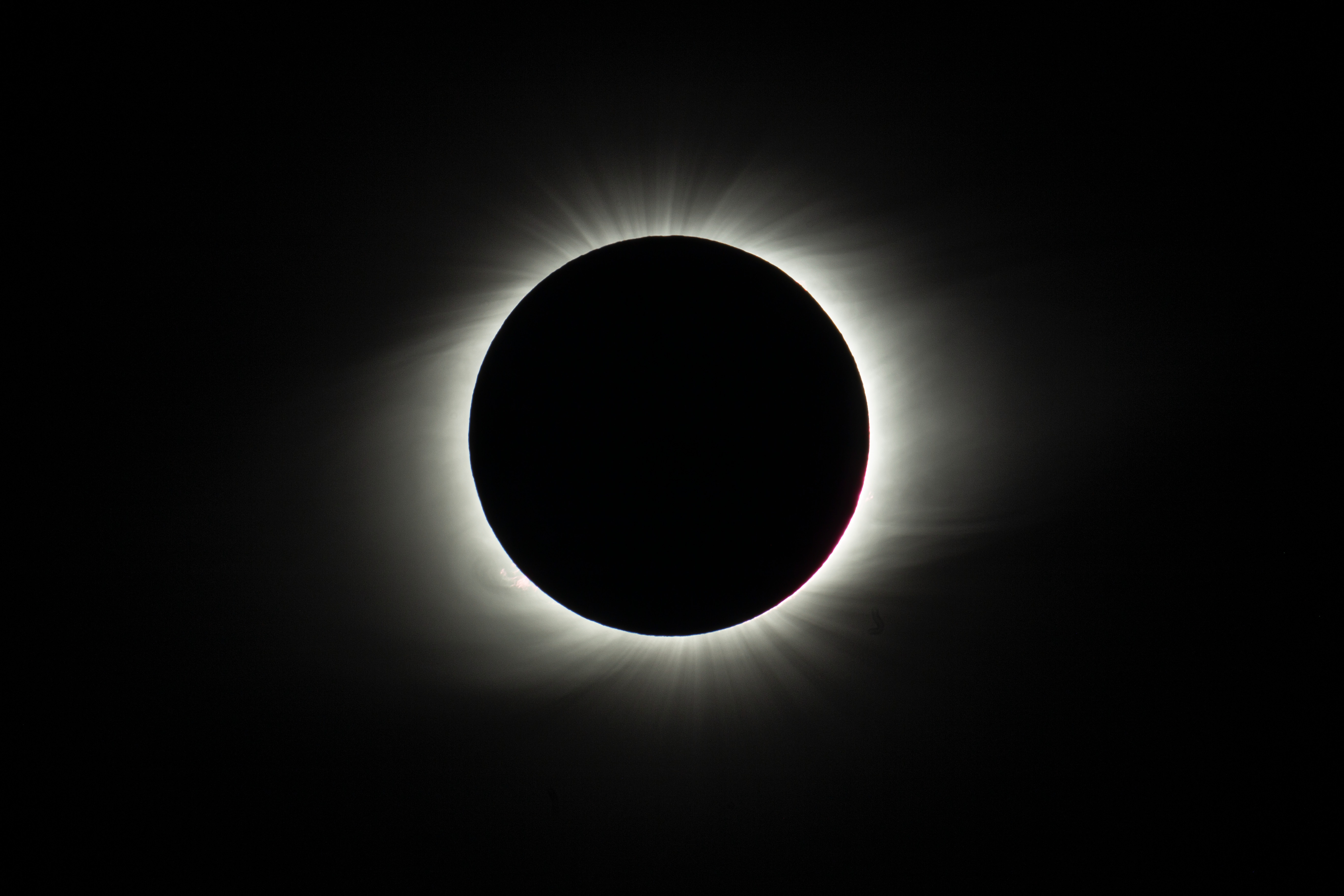
Totalidade vista do Observatório La Silla, 20h39 UTC
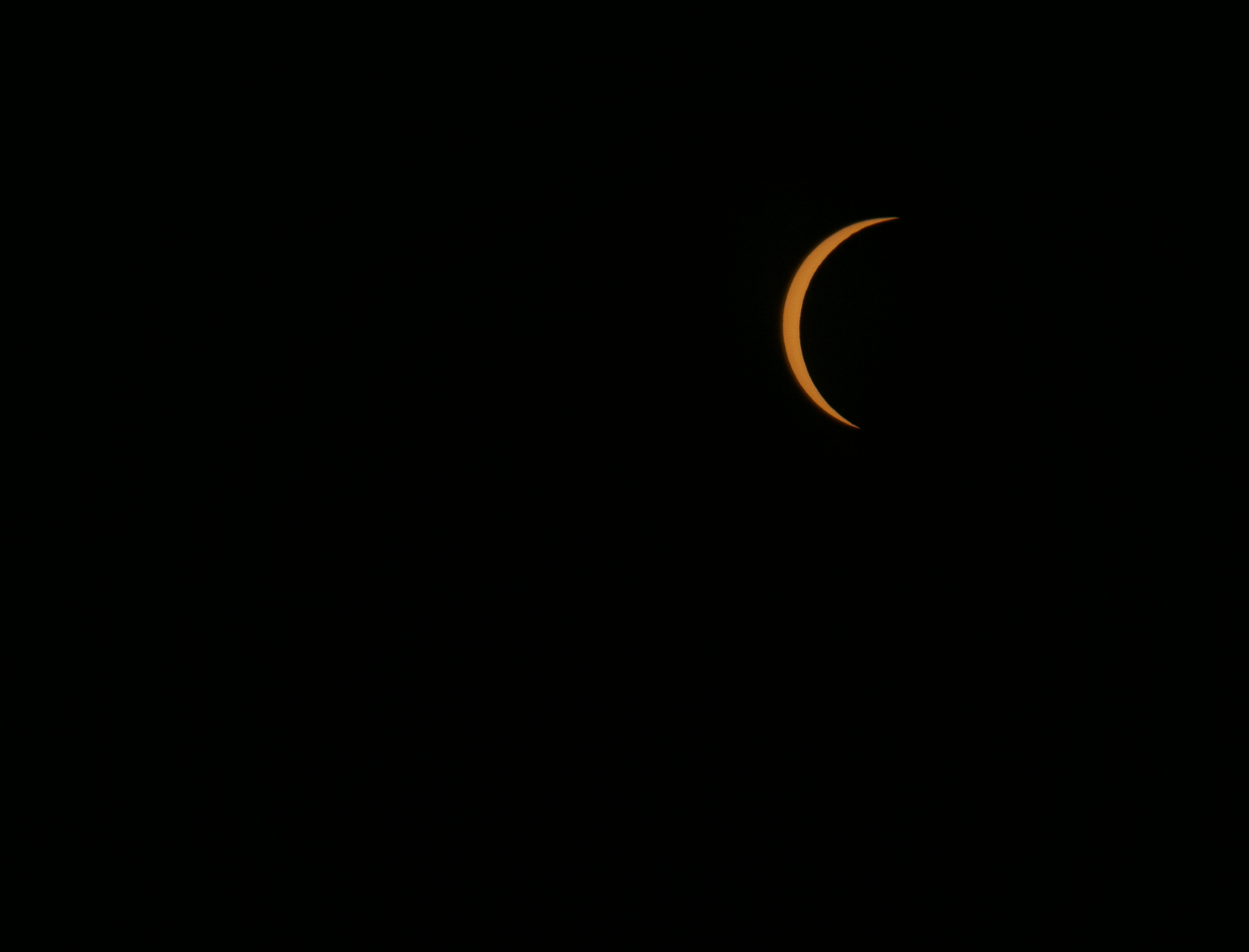
De Ñuñoa, Chile, 20h41 UTC, próximo ao maior eclipse
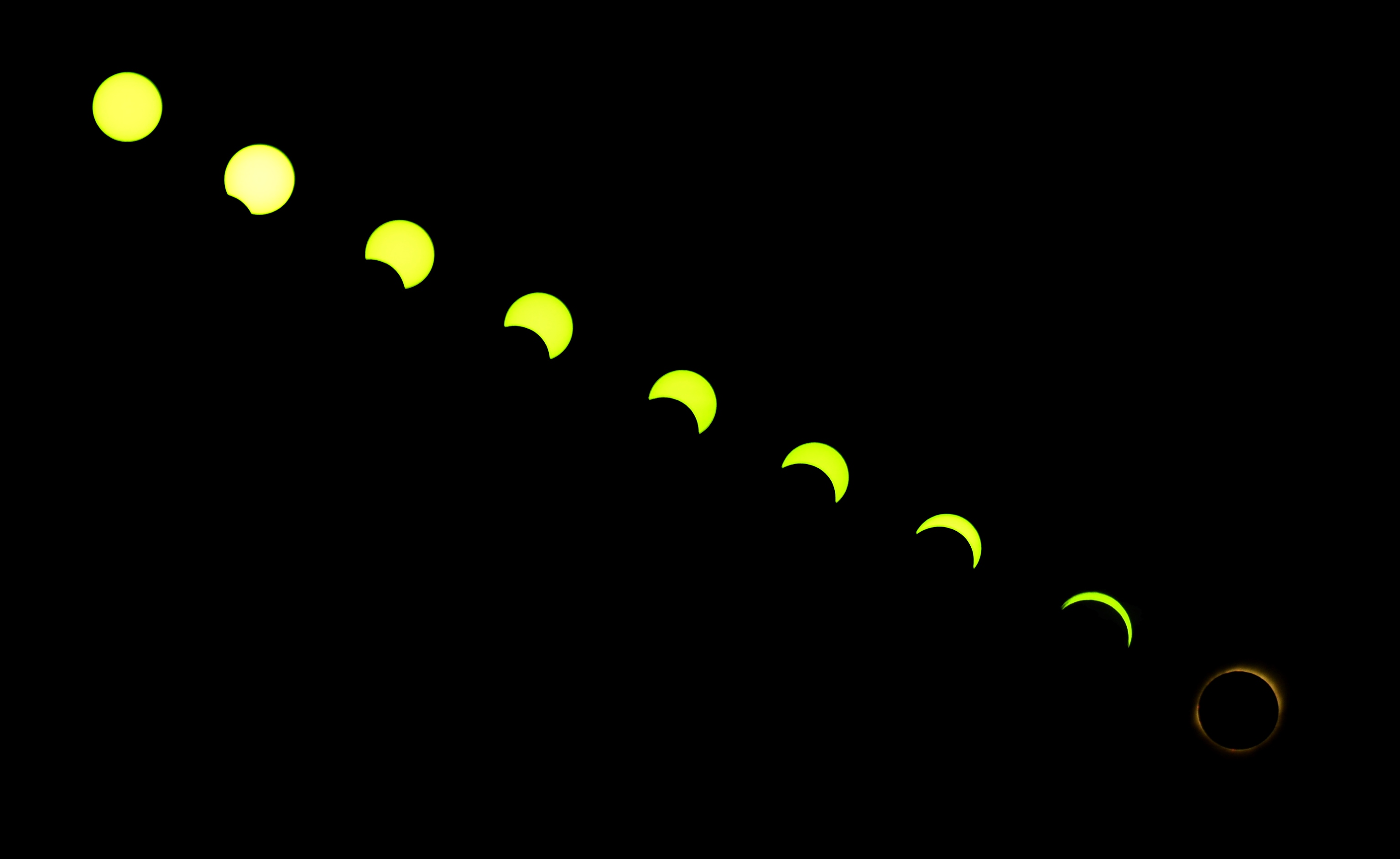
Imagem de lapso de tempo de Marcos Juárez, Argentina
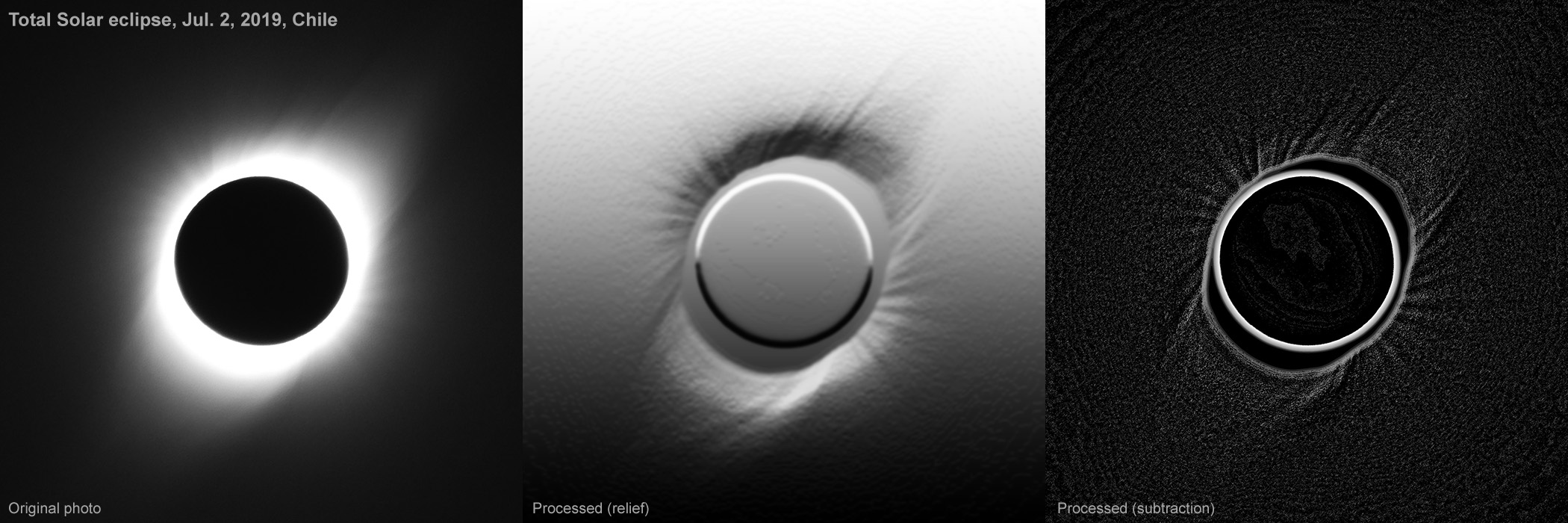
Corona solar observada no Observatório La Silla do ESO no Chile
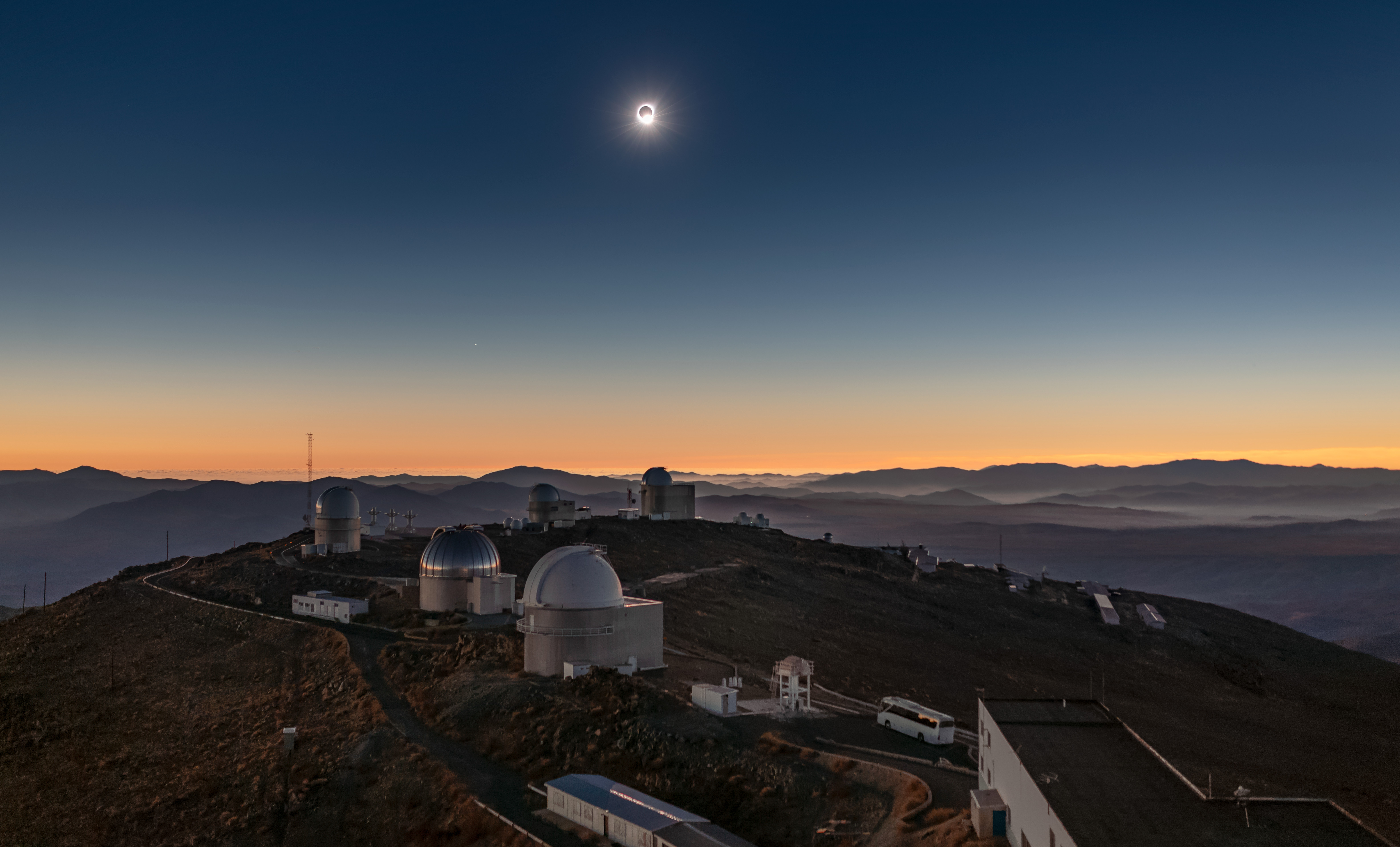
O anel de diamante do eclipse solar total do Observatório La Silla do ESO em 2 de julho de 2019, no momento em que a maior parte de sua face está oculta pela lua. A imagem foi tirada por Mahdi Zamani pelo mirante do telescópio NTT.